# Пётр Греческий
Принц Пётр Греческий и Датский (3 декабря 1908, XVI округ Парижа — 15 октября 1980, Лондон) — известный антрополог, старший ребёнок и единственный сын принца Георга, второго ребёнка короля Георга I и великой княгини Ольги Константиновны, и принцессы Мари Бонапарт, дочери принца Ролана Бонапарта. Член греческой королевской семьи.

## Антропология

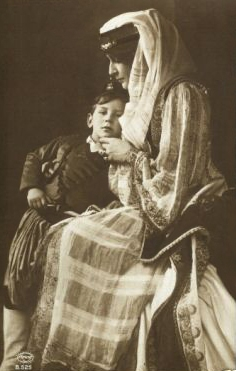
Принц Пётр с матерью. 1912.

Принц был известным антропологом. Он специализировался в области религий Тибета. Он опубликовал несколько статей в научные журналах. В 1947 году принц путешествует по Индии, Тибету и Шри-Ланке. В этой поездки, он опубликовал работу «От Калькутты до Афин».
С 1950 по 1954 он и его жена приняли участие в третьей датской научной экспедиции в Центральную Азию. Его миссия заключалась в сборе тибетских работ для Датской библиотеки в Копенгагене. Эта задача была трудной, потому что границы были практически закрыты китайской Народно-освободительной армией, которая вторглась в Тибет в 1950-51 годах. Но ему, тем не менее удалось собрать некоторые документы, в том числе Канон тибетского буддизма и комментариями по нему.
В 1953 году он принял участие в датской исследовательской миссии в Афганистан на десять месяцев. В 1957 году он получил почетную докторскую степень в университете в Афинах, где он прочитал речь о влиянии эллинистического периода в Центральной Азии.
После этого принц работал в течение многих лет жизни в Индии и в 1974—75 он посетил Гималаи. Здесь он провёл 5000 антропометрических измерений. Эта работа принесла ему вторую докторскую степень в Лондонском университете. В 1960 году он получил почетную докторскую степень в университете Копенгагена. За время работы в Дании он работал с тибетским духовным Тараб Тулку Ринпоче.